# Tharyx kirkegaardi
Tharyx kirkegaardi är en ringmaskart som beskrevs av Blake 1991. Tharyx kirkegaardi ingår i släktet Tharyx och familjen Cirratulidae. Inga underarter finns listade i Catalogue of Life.